# Tim Parnell
Reginald Harold Haslam "Tim" Parnell (Derby, 25 de juny del 1932 - ?, 5 d'abril de 2017) va ser un pilot de curses automobilístiques anglès, que va arribar a disputar curses de Fórmula 1. El seu pare va ser Reg Parnell, qui també va ser pilot de curses automobilístiques.

## A la F1
Va debutar a la cinquena cursa de la temporada 1959 (la desena temporada de la història) del campionat del món de la Fórmula 1, disputant el 18 de juliol del 1959 el GP de la Gran Bretanya al circuit d'Aintree.
Tim Parnell va participar en quatre proves puntuables pel campionat de la F1, aconseguint un desè lloc de la cursa com a millor classificació i no assolí cap punt pel campionat del món de pilots.

## Resultats a la Fórmula 1
| Any  | Equip       | Xassís | Motor  | 1   | 2   | 3   | 4   | 5       | 6       | 7      | 8   | 9   | 10  | Posició | Punts |
| ---- | ----------- | ------ | ------ | --- | --- | --- | --- | ------- | ------- | ------ | --- | --- | --- | ------- | ----- |
| 1959 | Tim Parnell | Cooper | Climax | MON | 500 | HOL | FRA | GBR NVQ | ALE     | POR    | ITA | USA |     | -       | 0     |
| 1961 | Tim Parnell | Lotus  | Climax | MON | HOL | BEL | FRA | GBR Ret | ALE     | ITA 10 | USA |     |     | -       | 0     |
| 1963 | Tim Parnell | Lotus  | Climax | MON | BEL | HOL | FRA | GBR     | ALE NVQ | ITA    | USA | MEX | SUD | -       | 0     |

### Resum
| Curses: | Victòries: | Pòdiums: | Poles: | Voltes ràpides: | Punts: |
| ------- | ---------- | -------- | ------ | --------------- | ------ |
| 4       | 0          | 0        | 0      | 0               | 0      |